# Centaurea kamyaranensis
Centaurea kamyaranensis — вид квіткових рослин айстрових (Asteraceae). Ендемік зх. Ірану.

## Середовище
Росте на полях і узбіччях доріг на висоті 1400–1450 метрів

## Морфологічна характеристика
Дворічна рослина, вся рослина зазвичай зелена, 130–140 см заввишки; є залишки черешків минулого року. Стебло міцне, прямовисне, зазвичай просте, зеленувате, ≈ 17 мм в діаметрі біля основи, циліндричне, дрібно-біло-смугасте, в серединній частині густо облистнене, нижня частина червонувата і гола, іноді рідко вкрита павутинними волосками, серединна частина ± густо вкрита волосками, верхня частина ± рідко вкрита павутинними та сидячими залозистими волосками. Листки жорсткі, вкриті волосками, більш щільні вздовж середньої жилки і жилок. Базальні листки невідомі. Нижні стеблові листки прості, 25–32 × 12–14 см, широкояйцеподібні або яйцювато-ланцетні чи майже серцеподібні. Серединні стеблові листки сидячі, широко-ланцетні чи довгасті, 13–24,5 × 5–13 см. Верхні стеблові листки дедалі дрібнішають, сидячі, ланцетні, іноді приквіткові, 4,5–12,5 × 0,6–3 см. Квіткові голови численні, від 14 до 16, розташовані в суцвітті. Обгортки кулясті або від кулястих до конічних, опуклі біля основи, 40–50 × 40–50 мм. Філярії багаторядні, зелені, зверху червонуваті, густо-волосисто-повстисті. Квітки білі живими, жовті сухими; центральні квітки двостатеві, 37–42 мм завдовжки, віночок ± 18 мм завдовжки, 5-лопатевий, частки 7– мм завдовжки, з жовтуватими жилками, пиляк рожевий, коротший або дорівнює віночку, з гострими верхівковими придатками, рильце відходить від віночок, до 4 мм; периферійні квітки безплідні, нечисленні (?), коротші за центральні, дрібнорозсічені, не променисті, 4-лопатеві, частка відгину лінійна, 6,5–7 мм завдовжки. Папус стійкий, багатосерійний, шкірчастий, білий, ≈ 13–13,5 мм завдовжки.